# 황지중학교
황지중학교(黃池中學校)는 대한민국 강원특별자치도 태백시 황지동에 있는 공립 중학교이다.

## 학교 연혁
- 1962년 12월 31일 : 황지중학교 설립인가
- 1963년 3월 16일 : 황지중학교 개교
- 1963년 3월 18일 : 제1회 입학식(2학급)
- 1966년 2월 18일 : 제1회 졸업식(86명)
- 1976년 3월 1일 : 황지고등학교 분리
- 2019년 3월 1일 : 남녀공학 전환
- 2025년 1월 3일 : 제60회 졸업식(83명, 누계 15,967명)
- 2025년 3월 1일 : 제25대 김영삼 교장 취임
- 2025년 3월 4일 : 제62회 입학식(84명)

## 참고 자료
- 황지중학교 - 한국교육학술정보원 학교알리미